# چمپلین (نیویورک)
چمپلین، نیویورک (انگلیسی: Champlain, New York) یک شهرک در شهرستان کلینتون، نیویورک، ایالات متحده آمریکا است که ۵۷۵۴ نفر جمعیت دارد.